# Урочище Грабовате
Уро́чище Грабова́те — орнітологічний заказник місцевого значення в Україні. Розташований у межах Олександрійського району Кіровоградської області, на схід від села Мала Березівка. 
Площа — 250 га. Статус присвоєно згідно з рішенням Кіровоградської обласної ради № 443 від 15.02.2013 року. Перебуває у віданні: Олександрівська районна державна адміністрація, Андріївська сільська рада.